# Luis Donaldo Colosio Murrieta, Huehuetán
Luis Donaldo Colosio Murrieta är en ort i Mexiko.   Den ligger i kommunen Huehuetán och delstaten Chiapas, i den sydöstra delen av landet, 900 km sydost om huvudstaden Mexico City. Luis Donaldo Colosio Murrieta ligger 32 meter över havet och antalet invånare är 251.
Terrängen runt Luis Donaldo Colosio Murrieta är platt åt sydväst, men åt nordost är den kuperad. Runt Luis Donaldo Colosio Murrieta är det ganska tätbefolkat, med 207 invånare per kvadratkilometer. Närmaste större samhälle är Huixtla, 10,9 km nordväst om Luis Donaldo Colosio Murrieta. I omgivningarna runt Luis Donaldo Colosio Murrieta växer i huvudsak städsegrön lövskog.